# 张开印
张开印（1987年3月3日—），男，河南商丘人，中国国家武术散打队成员。2000年在商丘学习套路；2002年师从蒋威（著名教练员/裁判员）改学散打；2004年3月被挑选到河南省队，由任彦兵和卢海安执教；2005年全国第十届运动会散打比赛中，击败散打王“草原骄子”宝力高，成为当年的一匹黑马。

## 职业生涯
2009年12月19日广东佛山第六届中泰对抗赛在岭南明珠体育馆举行，张开印在第二回合KO蓝桑坤。
2013年11月5日在马来西亚吉隆坡举办的第12届世界武术锦标赛中，张开印获得75公斤级别冠军。
2014年11月20日-22日，在印度尼西亚雅加达市举行的第七届世界杯武术散打比赛，张开印代表中国散打队出战，最终获得男子散打75公斤级的冠军。

## 所获荣誉
- 2014年第七届世界杯武术散打75kg冠军 [4]
- 2013年第12届世界武术散打锦标赛75KG冠军 [5]
- 2011年WMA（中国武术职业联赛）明星赛冠军 [6]
- 2011年全国男子散打锦标赛75KG冠军 [7]
- 2010年全国男子散打锦标赛75KG冠军 [8]
- 2010年第五届国际武术搏击王争霸赛冠军 [9]
- 2009年CKA中国散打超级联赛总冠军 [10]
- 2007年伊朗总统杯80公斤级冠军